# Rainbow Warrior (Schiff, 2011)
Die Rainbow Warrior (III) (engl. „Regenbogenkrieger“) ist ein am 14. Oktober 2011 in Dienst gestelltes Hightech-Motorsegelschiff der Umweltschutzorganisation Greenpeace, die nach 22 Jahren ihre Vorgängerin, die ebenfalls Rainbow Warrior (II, gebaut 1957) hieß, ersetzte. Diese wurde am 16. August 2011 an die Hilfsorganisation Friendship übergeben (diese wiederum war die Nachfolgerin der 1985 durch Agenten des französischen Auslands-Nachrichtendienstes (DGSE) versenkten Rainbow Warrior (I, gebaut 1955) gewesen).

## Ausstattung
Das Schiff ist mit einem Helikopterlandeplatz, einem Konferenzraum für 50 Personen, einer Krankenstation und Kränen, die vier Schlauchboote ins Wasser hieven können, sowie Kabinen für 32 Besatzungsmitglieder ausgestattet. Die Ausstattung mit Segeln an den zwei aus Aluminium gefertigten Dreiecksrahmen-Masten dient dem Umweltschutz; bei ungünstiger Witterung stehen verbrauchsarme, mit einer Abgasreinigungsanlage ausgestattete Dieselmotoren zur Verfügung, welche, wie bei modernen Schiffen üblich, auch zum Beheizen der Kabinen und zur Warmwasserbereitung dienen. Sie werden mit leichtem Diesel – anstelle des im Schiffsverkehr bisher üblichen schwefelhaltigen Schweröls betrieben. Für geringere Geschwindigkeiten bis 10 Knoten steht ein Elektromotor zur Verfügung.
Das Schiff hat im Gegensatz zu seinen Vorgängern eine fast unbegrenzte Reichweite und kann problemlos mehrere Monate auf See verbringen. Daneben ist an Bord auch modernste (Kommunikations)-Technik installiert; die gesamte Beleuchtung basiert auf energiesparender und wartungsarmer LED-Technik. Der Müll wird bereits an Bord sortiert, Trinkwasser aus dem Meer gewonnen und das Abwasser wieder aufbereitet. Beim Bau wurde ausschließlich europäisches Material verwendet und auf den Einsatz von PVC verzichtet, beim Außenanstrich kamen umweltfreundliche Farben zum Einsatz.

## Bau

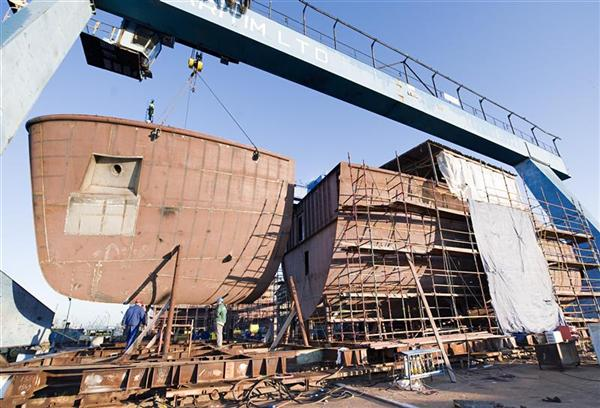
Arbeiten an der Rainbow Warrior in Danzig (2010)

Am 2. Juli 2009 gab Greenpeace International unter ihrem damaligen Vorstand Gerd Leipold den Neubau der Rainbow Warrior bekannt. Sie ist das erste hochseetaugliche Schiff, das Greenpeace komplett neu bauen lässt.
Am 10. Juli 2010 – 25 Jahre nach dem Bombenanschlag durch den französischen Auslands-Nachrichtendienst (DGSE) auf das Greenpeace-Schiff Rainbow Warrior im Hafen von Auckland, Neuseeland – begannen die Arbeiten an der Schiffskonstruktion mit der Kiellegung auf der Maritim Shipyard in Danzig, Polen. Als Teil der Kiellegungszeremonie legte Pete Wilcox, Kapitän der Rainbow Warrior I zur Zeit des Anschlags, zum Andenken an den dabei ertrunkenen portugiesischen Greenpeace-Fotografen Fernando Pereira einen Kranz nieder. Die sieben Segmente der in Sektionsbauweise entstandenen Schiffshülle wurden einzeln in der Schiffsbauhalle umgedreht gefertigt. Danach wurden sie im Freien zunächst gedreht und dann zusammengesetzt. Es entstand eine 340 Tonnen schwere, 57,92 Meter lange und 11,30 Meter breite Rumpfhülle.
Der Rohbau wurde auf der Maritim Werft in Danzig auf einem Ponton fixiert und zu Wasser gelassen, um sodann per Schlepper in rund zwei Tagen auf die Fassmer-Werft nach Motzen, Ortsteil der Gemeinde Berne im niedersächsischen Landkreis Wesermarsch, überstellt zu werden, wo sie mit einem Motor versehen wurde sowie die Innenausstattung und den Außenanstrich erhielt. Am 4. Juli 2011 wurde die Rainbow Warrior zum ersten Mal auf der Unterweser zu Wasser gelassen.
Das Segelschiff wurde im Oktober 2011 fertig- und in Dienst gestellt. Die Schiffstaufe erfolgte am 14. Oktober in Berne–Motzen zusammen mit der Feier zum 40-jährigen Bestehen von Greenpeace. Taufpatin war Melina Laboucan Massimo von der Cree First Nation aus Alberta, Kanada. Am 19. Oktober lief das Schiff zur Jungfernfahrt aus, am 20. Oktober kam es am Hamburger Hafen an. Auf der Elbe wurde sie von dem Schiff von Greenpeace-Deutschland, der Beluga II, und der Greenpeace-Schlauchbootflotte in Empfang genommen. Am darauf folgenden Tag erfolgte eine Zeremonie mit Flaggenübergabe und einer Führung für akkreditierte Journalisten über das neue Schiff; am 22. und 23. Oktober konnte das Schiff von der Öffentlichkeit besichtigt werden (Open Ship).
Am 25. Oktober 2011 sollte die Rainbow Warrior nach Amsterdam verabschiedet werden. Weitere Ziele sind Kopenhagen, London und Amerika.

## Design

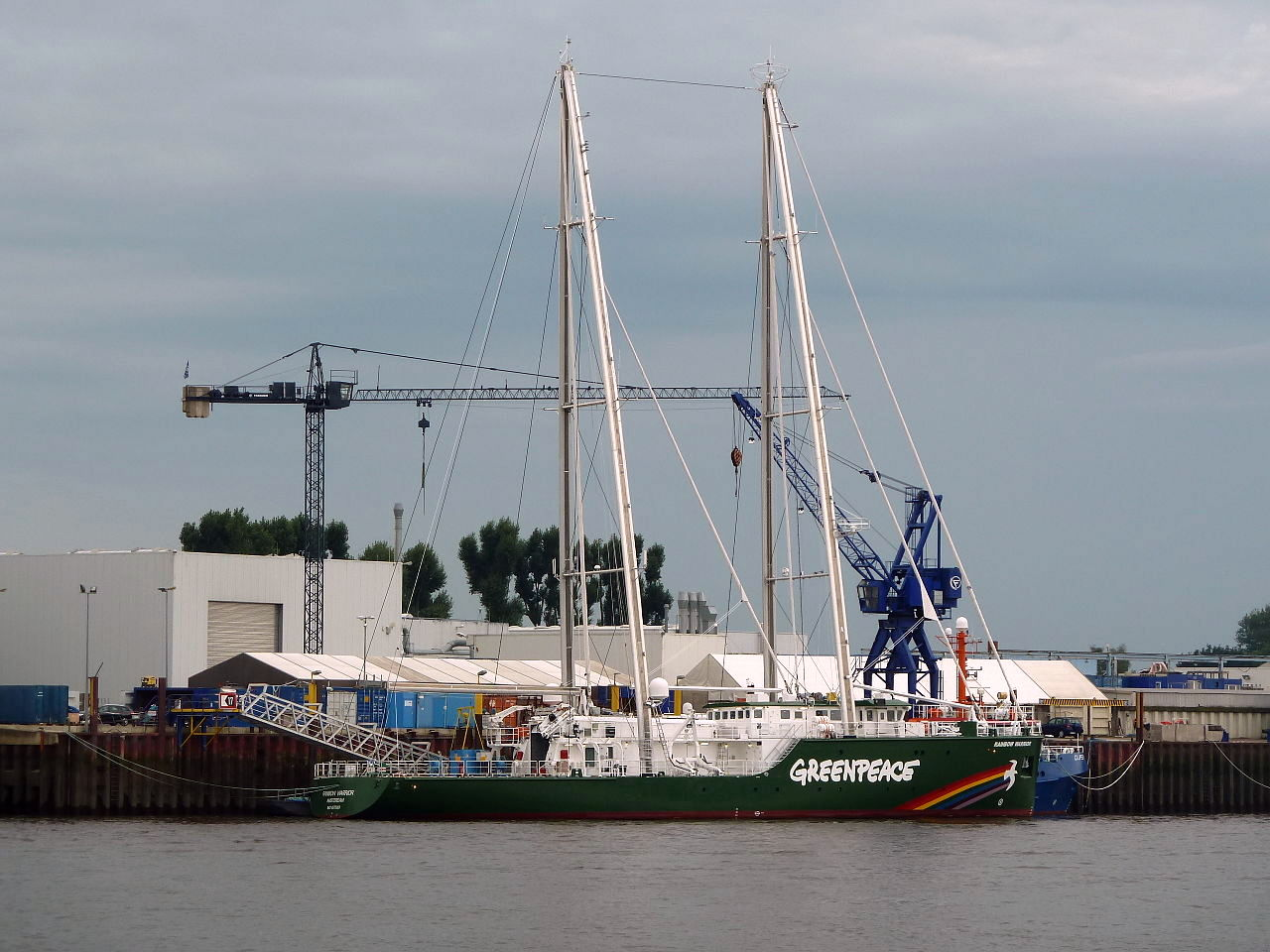
Die fast fertiggestellte Rainbow Warrior in Berne (2011)

Das Design zur Rainbow Warrior stammt von Gerard Dijkstra and Partners aus Amsterdam in den Niederlanden. Die Rainbow Warrior ist das erste Aktionsschiff, das von vornherein als Segelschiff konzipiert wurde. Die Höchstgeschwindigkeit unter Segeln sowie mit Maschine soll bei 15 Knoten liegen; 90 Prozent der Fahrten sollen gesegelt werden. Markenzeichen des Motorseglers ist wie bei seinen Vorgängern ein stilisierter Regenbogen an der Bordwand.

## Finanzierung
Die Baukosten von ca. 23,3 Millionen Euro wurden über eine sehr aufwendige Flash-Website nach dem Prinzip des Crowdfunding finanziert, auf der man beinahe jedes einzelne Teil „kaufen“ und gegebenenfalls den Kauf bzw. die Spende jemandem widmen konnte. Die über 100.000 Einzelspender werden auf einer großen Fahne im Konferenzraum des fertigen Schiffes genannt.

## Einsätze
Am 26. Oktober 2011 wurde mit dem Schiff bereits das erste Mal protestiert: gegen den Bau des größten Kohlekraftwerks der Niederlande an der Emsmündung. Nach einer Testphase soll das Schiff Anfang 2012 weltweit eingesetzt werden. Einer der Schwerpunkte in den kommenden Jahren wird der Kampf gegen die Überfischung der Meere sein. Zunächst war geplant, das Schiff vor Südamerika im Bereich Urwaldschutz einzusetzen und dort vor der brasilianischen Küste Frachter mit illegal geschlagenem Tropenholz zu blockieren; im Juni 2012 war ein Einsatz beim Klimagipfel Rio+20 geplant.
Die Einsätze werden auf dem Schiff geplant und koordiniert; mit dem an Bord stationierten Helikopter soll das Einsatzgebiet erkundet werden, für die Durchführung der Einsätze sind zwei bis zu 35 Knoten schnelle, hochseegängige Schlauchboote für jeweils bis zu acht Personen Besatzung vorgesehen.